# Клейтон (Нью-Йорк)
Клейтон (англ. Clayton) — місто (англ. town) в США, в окрузі Джефферсон штату Нью-Йорк. Населення — 4770 осіб (2020).

## Демографія
Згідно з переписом 2010 року, у місті мешкали 5153 особи в 2085 домогосподарствах у складі 1429 родин. Було 3561 помешкання
Расовий склад населення:
| - 96,8 % — білих - 1,0 % — чорних або афроамериканців - 0,2 % — корінних американців - 0,2 % — азіатів - 0,1 % — вихідців з тихоокеанських островів |

До двох чи більше рас належало 1,1 %. Частка іспаномовних становила 2,0 % від усіх жителів.
За віковим діапазоном населення розподілялося таким чином: 24,1 % — особи молодші 18 років, 61,1 % — особи у віці 18—64 років, 14,8 % — особи у віці 65 років та старші. Медіана віку мешканця становила 40,5 року. На 100 осіб жіночої статі у місті припадало 92,7 чоловіків;  на 100 жінок у віці від 18 років та старших — 94,9 чоловіків також старших 18 років.
Середній дохід на одне домашнє господарство  становив 73 333 долари США (медіана — 68 220), а середній дохід на одну сім'ю — 83 948 доларів (медіана — 82 962). Медіана доходів становила 51 538 доларів для чоловіків та 41 488 доларів для жінок. За межею бідності перебувало 7,0 % осіб, у тому числі 7,8 % дітей у віці до 18 років та 4,3 % осіб у віці 65 років та старших.
Цивільне працевлаштоване населення становило 2299 осіб. Основні галузі зайнятості: освіта, охорона здоров'я та соціальна допомога — 20,9 %, роздрібна торгівля — 15,7 %, публічна адміністрація — 14,3 %.